# Rafael Escolá
Rafael Escolá Gil (Barcelona, 6 de abril de 1919 - Pamplona, 2 de septiembre de 1995) fue un ingeniero español. Fundador de la ingeniería Idom.

## Biografía
Sus padres fueron Luis Escolá Argilaga, industrial y experto en motores eléctricos, y Manuela Gil Llopart, ama de casa.Tuvieron seis hijos: María Teresa, Luis, Carmen, Mercedes, Manolo y Rafael. Los tres mayores y los tres pequeños formaban dos grupos bien definidos por la diferencia de edad.
Estudió, como sus hermanos varones, en el colegio La Salle Bonanova, del que guardó buenos recuerdos. La llegada de la Guerra civil española sorprendió a la familia Escolá Gil en Caldetas, un pueblo del Maresme. Rafael fue detenido en Reus, junto con su hermano Manolo, en la fábrica de montaje de aviones donde ambos trabajaban, acusados de espionaje y alta traición. Durante su reclusión fue pasando por diversos lugares: una checa en la calle Ganduxer, el castillo de Montjuic, el barco-prisión Uruguay, el Seminario diocesano, el Palacio de Justicia de Barcelona, la cárcel de Tarragona, la prisión de san Elías (Barcelona), hasta que cuando estaban en Centellas, caminado hacia Vich, los dos hermanos se fugaron.
Acabada la contienda, Rafael prosiguió sus estudios en la academia de ingreso en Ingeniería. En la Escuela de Ingeniería conoció a Rafael Termes, que le habló del Opus Dei, y a primeros de septiembre de 1940 solicitó su admisión en dicha institución. En los primeros años de Ingeniería participó en actividades de las Congregaciones Marianas, primero como celador de orden y después ocupó un cargo mayor hasta su expulsión en 1941.
Entre 1945 y 1957 Rafael vivió en Madrid, trabajando como gerente de una empresa constructora llamada EOSA (Edificios y Obras, S.A.). Allí, entre otros trabajos, intervino en la construcción de la presa del río Moros, en El Espinar (Segovia), y en la reforma del Colegio Mayor Moncloa (Madrid). En 1952 fallecieron sus padres, con pocos días de diferencia.
En 1953 comenzó a viajar a Bilbao al haberse adjudicado a EOSA la construcción de las "casas del puerto" que concluiría en 1957. Seguidamente intervino en la traída de aguas a Portugalete. En 1957 se trasladó a vivir a Bilbao, para trabajar en una nueva factoría en Echévarri. Se trataba de la primera planta de laminación de bandas en frío implantada en España, que utilizaba tecnología norteamericana. Allí realizó una labor de coordinación similar a la fórmula de consultoría profesional en ingeniería, que había comenzado a desarrollarse en la década de los años veinte en Estados Unidos.
Es entonces cuando funda la consultoría IDOM, que también preside (1957-1979). Se trata de una empresa de proyectos y construcciones, que ha realizado obras en varios países: América del Sur, Pakistán, etc. Con la crisis del petróleo, comenzó a realizar diversos viajes por el mundo: América del Sur (1972-1979); Colombia (1972); Ecuador (1973); Venezuela (1977); El recuerdo de Perú (1977).
Fundó la Asociación Española de Ingenieros Consultores (ASINCE, 1975), de la que fue presidente durante casi un lustro.
En 1994 le diagnosticaron cáncer de próstata. En agosto de 1995 se fue debilitando progresivamente, hasta que el dos de septiembre fallecía a primera hora de la tarde.